# Liste der Statthalter Britanniens
Dies ist eine Liste der Statthalter der römischen Provinz Britannien. Britannien war eine kaiserliche Provinz, deren Statthalter konsularischen Rang haben mussten (das heißt vor dem Amtsantritt Konsul gewesen sein mussten). Diesen Rang verlieh auch ein Suffektkonsulat, so dass einige der folgenden Personen in der Liste der römischen Konsuln nicht enthalten sind, obwohl sie Konsul waren.
Achtung: Diese Liste wurde rekonstruiert aus Inschriften und Erwähnungen bei Geschichtsschreibern, ist folglich nicht vollständig; auch sind die angegebenen Jahresdaten nicht unbedingt exakt.
- Aulus Plautius, 43–47
- Publius Ostorius Scapula, 47–51
- Aulus Didius Gallus, 52–57
- Quintus Veranius, 57–58
- Gaius Suetonius Paulinus, 58–61, unterdrückte die Rebellion Boudiccas
- Publius Petronius Turpilianus, 61–63
- Marcus Trebellius Maximus, 63–69
- Marcus Vettius Bolanus, 69–71
- Quintus Petillius Cerialis, 71–74
- Sextus Iulius Frontinus, 74–78
- Gnaeus Iulius Agricola, 78–84, eroberte das südliche Schottland
- Sallustius Lucullus, 89
- Aulus Vicirius Proculus, 93
- Publius Metilius Nepos, 96
- Titus Avidius Quietus, 97–101
- Lucius Neratius Marcellus, 101–103
- Marcus Atilius Metilius Bradua, 115–118
- Quintus Pompeius Falco, 118–122
- Aulus Platorius Nepos, 122–125
- Lucius Trebius Germanus, 127
- Gnaeus Minicius Faustinus Sextus Iulius Severus, 130/131–133
- Publius Mummius Sisenna, 133–135
- Tiberius Claudius Quartinus, ?–138
- Quintus Lollius Urbicus, 138–144
- Gnaeus Papirius Aelianus Aemilius Tuscillus, circa 146
- Gnaeus Iulius Verus, circa 157–161
- Marcus Statius Priscus Licinius Italicus, 161–162
- Sextus Calpurnius Agricola, 163–166
- Quintus Antistius Adventus, 173–176
- Caerellius Priscus, um 178
- Marcus Antius Crescens Calpurnianus, zwischen 182/203
- Ulpius Marcellus, circa 184
- Publius Helvius Pertinax, 185–187, später römischer Kaiser
- Decimus Clodius Albinus, 191–197
- Virius Lupus, 197–202
- Gaius Valerius Pudens, 202–205
- Lucius Alfenus Senecio, 205–?

Die Provinz Britannien wurde 212/3 in die beiden Provinzen Britannia superior und Britannia inferior geteilt